# Electronic-Sell-Through
Electronic-Sell-Through (EST) beschreibt ein über elektronische Medien/Netzwerke erworbenes, zeitlich unbeschränktes Nutzungsrecht von Videoinhalten. Vertrieben werden über diese Form vor allem Spielfilme und Fernsehserien. Zumeist ist mit dem Erwerb via EST auch ein Download des Filmmaterials verbunden. Dabei kann zwischen:
- DTO = Download to Own und
- DTB = Download to Burn

unterschieden werden.
Die Nutzungslizenz wird via EST meist günstiger als die vergleichbare DVD angeboten. EST ist eine Unterform von Video-on-Demand (VOD). Andere VOD-Formen, die nicht unter den Begriff des EST fallen, sind DTR = Download to Rent, hier erwirbt der Käufer/Nutzer das Nutzungsrecht nur für eine endliche Zeitspanne von etwa 24 oder 48 Stunden, oder Streaming-Angebote.